# 黄风雷
黄风雷（1965年6月—），北京理工大学爆炸科学与技术国家重点实验室教授，中共党员，中国教育部第四批“长江学者”特聘教授，享受国家政府特殊津贴，发表论文100多篇，出版多本专著，获得多项授权发明专利，曾获中国兵工学会青年科技奖等奖项。

## 生平
1982至1998年，先后在北京理工大学弹药工程专业攻读学士、硕士学位，1988年在同校爆炸理论与应用专业攻读博士学位，师从中国爆炸力学领域的创始人丁𢢩教授。1991年留校任教。

## 学术兼职
中国国务院学位委员会第五、六届兵器科学与技术学科评议组成员，国家安全重大基础研究项目技术首席专家，教育部首批长江学者创新团队计划“爆炸毁伤技术”创新团队带头人；
中国兵工学会理事，《兵工学报》副主编，中国力学学会爆炸力学专业委员会副主任委员，总装备部技术专业组副组长，国防科技工业基础科研专题专家组组长。